# Roko Šimić
Pour les articles homonymes, voir Šimić.
Roko Šimić, né le 10 septembre 2003 à Milan, est un footballeur croate qui évolue au poste d'avant-centre à Karlsruher SC, en prêt de Cardiff City.

## Biographie
Roko Šimić est né à Milan, en Italie, où son père Dario Šimić — alors footballeur international croate — jouait avec l'AC Milan,,,.

### Carrière en club

#### Formation et débuts à Zagreb (2020-2021)
Ayant grandi dans l'admiration de l'AC Milan et du Dinamo Zagreb — les clubs où son père a laissé la plus grande empreinte — c'est néanmoins à Monaco, où évolue son paternel vers la fin de carrière, qu'il commence à jouer au football, à seulement 5 ans,. Alors que sa famille est de retour en Croatie — Dario terminant son parcours professionnel au Dinamo — Roko rejoint l'académie du mastodonte croate en 2010.
Mais après une année infructueuse avec les équipes de jeunes du club, il rejoint le Kustošija Zagreb, club mineur de la capitale croate, avant d'intégrer le quelque peu plus prestigieux club du Lokomotiva Zagreb en 2015, qui tutoie à plusieurs reprises les sommets du Championnat de Croatie en cette décennie,.
Šimić fait ses débuts professionnels pour le Lokomotiva Zagreb le 16 août 2020, remplaçant Indrit Tuci à la 66e minute d'une défaite 6-0 en championnat contre le Dinamo Zagreb.
Au cours d'une saison compliquée pour son club, marquée par la lutte pour le maintien en Prva liga, Šimić cumule 26 apparitions et quatre buts avec les Zagrébois. Auteur de son premier but le 7 octobre 2020, lors d'une victoire 3-2 en Coupe de Croatie contre le NK Gaj Mače (hr), il ouvre son compteur en championnat le 21 avril 2021, avec un doublé lors d'une victoire 4-0 à domicile contre le NK Varaždin (en),.

#### Révélation à Salzbourg (depuis 2021)
Le 17 juillet 2021, Šimić est transféré au RB Salzbourg pour un montant estimé à 4 millions d'euros, ce qui en fait la plus grosse vente du Lokomotiva, devant celle d'Ivo Grbić à l'Atlético Madrid qui constituait le dernier record,. Il signe un contrat le liant aux champions d'Autriche pour les trois prochaines années.
Alors qu'un prêt au Lokomotiva est initialement envisagé, il rejoint finalement directement l'Autriche, intégrant dans un premier temps l'effectif du FC Liefering, qui fait office de club reserve du RB Salzbourg,. Il fait ses débuts avec le club basé à Grödig le 30 juillet 2021, s'illustrant en marquant son premier but moins d'une minute après son entrée en jeu, lors d'une victoire 2-1 en championnat contre le Sankt Pölten.
Le 10 octobre suivant, il prolonge son contrat avec les Salzbourgeois jusqu'en 2025, après avoir impressionné la direction du club par ses performances, auteur de six buts en neuf matchs de D2 et deux buts en deux matches de UEFA Youth League,. Annoncé alors comme suivi par plusieurs grands clubs européens — du Real Madrid, aux grands clubs londoniens (en),,,, en passant par l'AC Milan,, — il va même être finalement rappelé avec l'équipe première de Salzbourg,.
Intégré au groupe pour la Ligue des champions à la suite du forfait sur blessure de Benjamin Šeško, il fait ses débuts avec le FC Salzbourg le 20 octobre 2021, remplaçant le double buteur Noah Okafor à la 86e minute d'une victoire 3-1 contre le VfL Wolfsburg en phase de groupe,,.

### Carrière en sélection
International croate des les moins de 15 ans, il enchaine les sélections jusqu'au moins de 17 ans, avant d'être directement promu avec les espoirs en 2021. Il brille notamment avec ces derniers : déjà buteur lors de plusieurs rencontres, il inscrit un triplé contre l'Azerbaïdjan, à l'occasion d'un match de qualification à l'Euro espoirs le 12 octobre 2021.

## Style de jeu
Avant-centre assez imposant physiquement mais avec une technique remarquée, il est notamment souvent comparé à la star de la sélection croate et de l'AC Milan Mario Mandžukić,,,, ou encore au buteur qui explose à l'époque tous les compteurs, et qui a lui-même été révélé au RB Salzbourg, Erling Haaland,.

## Statistiques
| Saison                | Club                  | Championnat           | Championnat | Championnat | Championnat | Coupe nationale | Coupe nationale | Coupe nationale | Coupe de la Ligue | Coupe de la Ligue | Coupe de la Ligue | Supercoupe | Supercoupe | Supercoupe | Compétition(s) continentale(s) | Compétition(s) continentale(s) | Compétition(s) continentale(s) | Compétition(s) continentale(s) | Total | Total | Total |
| Saison                | Club                  | Division              | M.          | B.          | P.d.        | M.              | B.              | P.d.            | M.                | B.                | P.d.              | M.         | B.         | P.d.       | Comp.                          | M.                             | B.                             | P.d.                           | M.    | B.    | P.d.  |
| 2020-2021             | Lokomotiv Zagreb      | 1.HNL                 | 25          | 3           | 0           | 1               | 1               | 0               | -                 | -                 | -                 | -          | -          | -          | -                              | -                              | -                              | -                              | 26    | 4     | 0     |
| Sous-total            | Sous-total            | Sous-total            | 25          | 3           | 0           | 1               | 1               | 0               | -                 | -                 | -                 | -          | -          | -          | -                              | -                              | -                              | -                              | 26    | 4     | 0     |
| 2021-2022             | RB Salzbourg          | Bundesliga            | 1           | 0           | 0           | 1               | 0               | 0               | -                 | -                 | -                 | -          | -          | -          | C1                             | 1                              | 0                              | 0                              | 3     | 0     | 0     |
| 2021-2022             | FC Liefering (prêt)   | 2.Liga                | 15          | 11          | 0           | -               | -               | -               | -                 | -                 | -                 | -          | -          | -          | -                              | -                              | -                              | -                              | 15    | 11    | 0     |
| Total sur la carrière | Total sur la carrière | Total sur la carrière | 41          | 14          | 0           | 2               | 1               | 0               | -                 | -                 | -                 | -          | -          | -          | -                              | 1                              | 0                              | 0                              | 44    | 15    | 0     |